# متتالية حسابية
في الرياضيات، المتتالية الحسابية أو المتتابعة الحسابية (بالإنجليزية: Arithmetic progression)‏ هي متتالية من الأعداد حيث يكون الفرق بين أي حدين متتالين ثابتا. على سبيل المثال فإن 3، 5، 7، 9، 11، 13، … هي متتالية حسابية لها أساس يساوي 2. أي أنّ 3، 5، 7 هي حدود من هذه المتتالية والأساس 2 هو العدد المضاف بين كل حدّين متتاليين.
إذا كان الحد الأول من المتتالية الحسابية هو {\displaystyle a_{1}} والفرق بين حدين متتاليين هو {\displaystyle d} عندها يعبر عن الحد ذي الترتيب {\displaystyle n} من متتالية حسابية بالعلاقة التالية:
{\displaystyle \ a_{n}=a_{1}+(n-1)d,}
أو بشكل عام:{\displaystyle \ a_{n}=a_{m}+(n-m)d.}
مثال
المتتالية 1 ،-3 ،-7، -11,.... حدها الأول هو 1 وأساسها هو 4- لأن الفرق بين حدين متتابعين يساوي دائما 4.
وحتى نحصل على d نطرح كل حد من سابقه كالتالي:
{\displaystyle \ 1-(-3)=4}
لايجاد الحد النوني العشرين على سبيل المثال، تُطبق المعادلة السابقة:
{\displaystyle \ a_{20}=1+(20-1)*-4=-75}

## المجموع
حساب المجموع 2 + 5 + 8 + 11 + 14. حين تكتب حدود المتتالية عكسيا، وتضاف إلى الحدود نفسها حداً حداً، تكون النتيجة مساوية لقيمة وحيدة متكررة، مساويةً لمجموع الحدين الأول والأخير (2 + 14 = 16). إذن، 16 × 5 = 80 هو ضعف المجموع المراد البحث عنه.
مجموع حدود متتالية حسابية منتهية يسمى متسلسلة حسابية. على سبيل المثال،:{\displaystyle 2+5+8+11+14}

### الاستنتاج
{\displaystyle S_{n}=a_{1}+(a_{1}+d)+(a_{1}+2d)+\cdots +(a_{1}+(n-2)d)+(a_{1}+(n-1)d)}
{\displaystyle S_{n}=(a_{n}-(n-1)d)+(a_{n}-(n-2)d)+\cdots +(a_{n}-2d)+(a_{n}-d)+a_{n}.}
{\displaystyle \ 2S_{n}=n(a_{1}+a_{n}).}
{\displaystyle S_{n}={\frac {n}{2}}(a_{1}+a_{n}).}

## الجداء
جداء حدود متتالية حسابية منتهية، قيمتها الأولى هي a1، والفرق المشترك بين حدودها هو d وعدد عناصرها هو n:
{\displaystyle a_{1}a_{2}\cdots a_{n}=d{\frac {a_{1}}{d}}d({\frac {a_{1}}{d}}+1)d({\frac {a_{1}}{d}}+2)\cdots d({\frac {a_{1}}{d}}+n-1)=d^{n}{\left({\frac {a_{1}}{d}}\right)}^{\overline {n}}=d^{n}{\frac {\Gamma \left(a_{1}/d+n\right)}{\Gamma \left(a_{1}/d\right)}},}
حيث {\displaystyle \Gamma } هي دالة غاما.

## الانحراف المعياري
يحسب الانحراف المعياري لممتالية حسابية كما يلي:
{\displaystyle \sigma =|d|{\sqrt {\frac {(n-1)(n+1)}{12}}}}
حيث n هو عدد الحدود في المتتالية وd هو الفرق بين حدين متتابعين ما.